# 비트코인 프로토콜

비트코인 전송 다이어그램

비트코인 프로토콜(bitcoin protocol)은 비트코인의 기능을 지배하는 일련의 프로토콜이다. 핵심 구성 요소와 원칙으로는 다음과 같다: 중앙 감독이 없는 P2P(피어투피어) 분산 네트워크, 모든 비트코인 거래를 기록하는 공개 원장인 블록체인 기술, 새로운 비트코인을 생성하고 거래를 검증하는 프로세스인 채굴 및 작업 증명, 암호화 보안.
사용자는 비트코인 암호화폐 지갑 소프트웨어를 사용하여 네트워크에 암호화된 메시지를 브로드캐스트한다. 이러한 메시지는 제안된 거래이며 원장에서 변경해야 한다. 각 노드에는 원장의 전체 거래 내역 사본이 있다. 거래가 비트코인 프로토콜의 규칙을 위반하는 경우 무시된다. 거래는 전체 네트워크가 발생해야 한다는 합의에 도달할 때만 발생하기 때문이다. 이 "전체 네트워크 합의"는 네트워크의 각 노드가 채굴이라는 작업 증명 작업의 결과를 검증할 때 달성된다. 채굴은 거래 그룹을 블록으로 패키징하고 비트코인 프로토콜의 규칙을 따르는 해시 코드를 생성한다. 이 해시를 만드는 데는 값비싼 에너지가 필요하지만 네트워크 노드는 매우 적은 에너지를 사용하여 해시가 유효한지 확인할 수 있다. 채굴자가 네트워크에 블록을 제안하고 해시가 유효하면 블록과 원장 변경 사항이 블록체인에 추가되고 네트워크는 아직 처리되지 않은 거래로 이동한다. 분쟁이 있는 경우 가장 긴 체인이 올바른 것으로 간주된다. 평균적으로 10분마다 새로운 블록이 생성된다.
비트코인 프로토콜을 변경하려면 네트워크 참여자 간의 합의가 필요하다. 비트코인 프로토콜은 수많은 다른 디지털 통화와 블록체인 기반 기술의 생성에 영감을 주었으며, 암호화폐 분야의 기초 기술이 되었다.

## 같이 보기
- 웹3